# Максимчук Станіслав Вікторович
Станісла́в Ві́кторович Максимчу́к (1995—2014) — солдат Збройних сил України, учасник російсько-української війни.

## Біографія
Народився Станіслав Максимчук у Голобах. Навчався у навчально-виховному комплексі «ЗОШ І-ІІІ ст. — гімназія смт Голоби». Після закінчення школи вирішив стати професійним військовим, та вступив на військову службу за контрактом, служив гранатометником у 30-ій окремій механізованій бригаді, що базується у Новограді-Волинському. Разом із іншими бійцями бригади брав участь у російсько-українській війні.
У липні 2014 року підрозділи бригади брали участь у штурмі Савур-Могили. 28 липня 2014 року під час боїв за цю стратегічну висоту Станіслав Максимчук загинув під час наступальних дій українських військових біля села Степанівка Шахтарського району Донецької області
Удома у загиблого молодого героя залишились лише батьки і старший брат, одружитися Станіслав Максимчук не встиг, йому було лише 19 років.
Похований Станіслав Максимчук у рідному містечку Голоби.

## Вшанування пам'яті
15 травня 2015 року — за особисту мужність і героїзм, виявлені у захисті державного суверенітету та територіальної цілісності України, вірність військовій присязі під час російсько-української війни, відзначений — нагороджений орденом «За мужність» III ступеня (посмертно).
10 листопада 2014 року у НВК «ЗОШ I—III ступенів — гімназії селища Голоби», який закінчив загиблий герой, відкритий куточок пам'яті Станіслава Максимчука.
29 травня 2015 року на будівлі НВК «ЗОШ І-ІІІ ступеня — гімназії» у селищі Голоби було урочисто відкрито меморіальну дошку на честь загиблого під час проведення антитерористичної операції на сході України випускника школи Станіслава Максимчука.
22 травня 2015 року, в річницю бою під Волновахою, у Ковелі урочисто відкрито пам'ятну стелу в честь жителів міста та району, які загинули під час російсько-української війни — Олександра Артемука, Андрія Омелянюка, Павла Редьковича, Романа Данилевича, Андрія Мостики, Олексія Тарасюка, Олександра Ярмолюка, Олександра Абрамчука, Анатолія Шиліка, Сергія Дем'яника, Андрія Задорожнього та наймолодшого загиблого із Ковельщини — Станіслава Максимчука.
27 липня 2015 року в селищі Голоби за ініціативи благочинного Голобського благочинного округу УПЦ ієромонаха Ніфонта та за участю голови районної адміністрації та голови районної ради, однокласників та родичів Станіслава Максимчука, відбувся вечір пам'яті полеглого героя, приурочений до річниці загибелі Станіслава Максимчука.